# Agonita immaculata
Agonita immaculata es un insecto coleóptero de la familia Chrysomelidae.
Fue descrita científicamente por primera vez en 1888 por Gestro.